# Campeonato Europeo de Atletismo por Equipos
El Campeonato Europeo de Atletismo por Equipos (European Team Championships) es una competición de atletismo entre los diferentes países de Europa.
Hasta 2021 los equipos participantes se organizaban en cuatro categorías, llamadas ligas (Superliga, Primera Liga, Segunda Liga y Tercera Liga); a partir de 2023 solo existen tres categorías, llamadas ahora divisiones (Primera, Segunda y Tercera División). Es el campeonato sucesor de la Copa de Europa de Atletismo.

## Ediciones
| Año  | Ciudad anfitriona (Superliga) | País anfitrión (Superliga) | Vencedores       | Vencedores       | Vencedores       | Vencedores   |
| ---- | ----------------------------- | -------------------------- | ---------------- | ---------------- | ---------------- | ------------ |
| Año  | Ciudad anfitriona (Superliga) | País anfitrión (Superliga) | Superliga        | Primera Liga     | Segunda Liga     | Tercera Liga |
| 2009 | Leiría                        | Portugal                   | Alemania         | Bielorrusia      | Lituania         | Israel       |
| 2010 | Bergen                        | Noruega                    | Rusia            | República Checa  | Suiza            | Dinamarca    |
| 2011 | Estocolmo                     | Suecia                     | Rusia            | Turquía          | Estonia          | Israel       |
| 2013 | Gateshead                     | Reino Unido                | Rusia            | República Checa  | Eslovenia        | Eslovaquia   |
| 2014 | Brunswick                     | Alemania                   | Alemania         | Bielorrusia      | Suiza            | Chipre       |
| 2015 | Cheboksary                    | Rusia                      | Rusia            | República Checa  | Dinamarca        | Eslovaquia   |
| 2017 | Lille                         | Francia                    | Alemania         | Suecia           | Hungría          | Luxemburgo   |
| 2019 | Bydgoszcz                     | Polonia                    | Polonia          | Portugal         | Estonia          | Islandia     |
| 2021 | Chorzów                       | Polonia                    | Polonia          | República Checa  | Hungría          | Serbia       |
|      |                               |                            | Primera División | Segunda División | Tercera División |              |
| 2023 | Chorzów                       | Polonia                    | Italia           | Hungría          | Irlanda          | --           |
| 2025 | Madrid                        | España                     | Italia           | Bélgica          | Islandia         | --           |

## Resumen clasificación Primera División
| País            | 2009 | 2010 | 2011 | 2013 | 2014 | 2015 | 2017 | 2019 | 2021 | 2023 | 2025 |
| --------------- | ---- | ---- | ---- | ---- | ---- | ---- | ---- | ---- | ---- | ---- | ---- |
| Alemania        | 1    | 3    | 2    | 2    | 1    | 2    | 1    | 2    | 4    | 3    | 3    |
| Bélgica         |      |      |      |      |      |      |      |      |      | 14   |      |
| Bielorrusia     |      | 8    | 9    | 10   |      | 9    | 10   |      |      |      |      |
| España          | 8    | 9    | 7    | 8    | 8    | 8    | 5    | 6    | 5    | 4    | 6    |
| Finlandia       |      | 12   |      |      |      | 11   |      | 11   |      | 11   | 15   |
| Francia         | 4    | 4    | 5    | 4    | 4    | 3    | 3    | 3    | 6    | 7    | 7    |
| Grecia          | 9    | 10   |      | 11   |      |      | 9    | 10   |      | 13   | 12   |
| Hungría         |      |      |      |      |      |      |      |      |      |      | 13   |
| Italia          | 6    | 7    | 8    | 7    | 7    | 6    | 7    | 4    | 2    | 1    | 1    |
| Lituania        |      |      |      |      |      |      |      |      |      |      | 16   |
| Noruega         |      | 11   |      | 12   |      | 12   |      |      |      | 16   |      |
| Países Bajos    |      |      |      |      | 11   |      | 11   |      |      | 6    | 4    |
| Polonia         | 5    | 6    | 6    | 5    | 3    | 4    | 2    | 1    | 1    | 2    | 2    |
| Portugal        | 11   |      | 11   |      |      |      |      |      | 7    | 8    | 8    |
| Reino Unido     | 3    | 2    | 4    | 3    | 5    | 5    | 4    | 5    | 3    | 5    | 5    |
| República Checa | 10   |      | 10   |      | 10   |      | 8    | 8    |      | 9    | 11   |
| Rusia           | 2    | 1    | 1    | 1    | 2    | 1    | DSQ  |      |      |      |      |
| Suecia          | 12   |      | 12   |      | 9    | 10   |      | 9    |      | 10   | 9    |
| Suiza           |      |      |      |      |      |      |      | 12   |      | 12   | 10   |
| Turquía         |      |      |      | 9    | 12   |      |      |      |      | 15   |      |
| Ucrania         | 7    | 5    | 3    | 6    | 6    | 7    | 6    | 7    | DNS  |      | 14   |

1. ↑  Antes de 2023 era Superliga